# توراور ۱۳۹۹۵
سیارک ۱۳۹۹۵ (به انگلیسی: 13995 Toravere، نامگذاری:1993FV16) سیزده هزار و نهصد و نود و پنجمین سیارک کشف شده‌است که در ۱۹ مارس ۱۹۹۳ کشف شد.
قدر مطلق سیارک برابر ۱۴٫۹۰ است.